# Sint-Barbarakerk (Kakert)
De Sint-Barbarakerk is een kerkgebouw in Kakert in de gemeente Landgraaf in de Nederlandse provincie Limburg. De kerk staat aan de Krijgersberglaan en de Moltweg.
De kerk is gewijd aan Sint-Barbara.

## Geschiedenis
Na 1921 ontstond Kakert als gevolg van de Oranje-Nassaumijnen en werd de wijk voorzien van zielzorg vanuit de parochie van HH. Petrus en Paulus. Door de afstand kreeg men de behoefte aan een eigen kapel en werden enkele panden hiervoor tijdelijk gebruikt.
In 1936 werd een noodkerk in gebruik genomen.
In 1952 werd de kerk gebouwd naar het ontwerp van Jozef Fanchamps. Op 27 april legde men de eerste steen en op 16 november werd de kerk ingezegend.
In 1956 werd Kakert een zelfstandige parochie.
Nadat de rooms-katholieke Sint-Barbarakerk in 2019 aan de eredienst was onttrokken, is de kerk verbouwd en heeft de Nieuw-Apostolische kerk zich hier gevestigd.

## Opbouw
Het niet-georiënteerde gebouw is een zaalkerk en bestaat uit een narthex, een schip met acht traveeën en een koor. De kerk heeft een zijbeuk die wordt gebruikt om vanuit de Mariakapel naar de uitgang te komen. De kerk wordt gedekt door een zadeldak onder een licht hoek. Voor de bouw heeft men gebruikgemaakt van een betonskelet, dat is opgevuld met baksteen.
De kunstenaar Kees Baard vervaardigde voor de Sint-Barbarakerk in 1962/1963 drie tableaus met geometrische motieven. Op een van de drie tableaus staan de namen van de vier evangelisten, op een ander staat het christusmonogram. Het werd op verzoek van de pastoor ontworpen als bekleding van de preekstoel. Naast deze drie tableaus zijn ook de wijdingskruizen en een deel van het Maria-altaar op dezelfde wijze uitgevoerd.